# Agvali
Agvali (en rus: Агвали) és un poble del Daguestan, a Rússia, que el 2019 tenia 2.781 habitants. És la seu administrativa del districte rural homònim.